# Gureopdo
Gureopdo är en ö i Sydkorea.   Den ligger i provinsen Incheon, i den västra delen av landet, 100 km väster om huvudstaden Seoul.